# Discotettix adenanii
Discotettix adenanii är en insektsart som beskrevs av Mahmood, K., Idris och Salmah 2007. Discotettix adenanii ingår i släktet Discotettix och familjen torngräshoppor. Inga underarter finns listade i Catalogue of Life.